# Odynerus madecassus
Odynerus madecassus är en stekelart som först beskrevs av Henri Saussure.  Odynerus madecassus ingår i släktet lergetingar, och familjen Eumenidae. Inga underarter finns listade i Catalogue of Life.